# 佐藤玲奈
佐藤 玲奈（さとう れな、1998年3月7日 - ）は、テレビユー福島のアナウンサー。

## 来歴
福島県いわき市出身。福島工業高等専門学校3年次修了、駒澤大学文学部歴史学科外国史学専攻西洋史コースに入学し卒業。
2020年4月、テレビユー福島入社。報道局報道部アナウンサーとなる。Nスタふくしま金曜日などを担当。
2021年5月5日放送回より、ふくしまSHOW二代目アシスタントMCを務める。
2024年4月1日より『ステップ』の月曜-木曜の総合MCを務める。

## 人物
教育職員免許状（地理歴史）、日本漢字能力検定2級、実用英語技能検定2級、秘書技能検定試験3級、赤十字救急法救急員、普通自動車運転免許を所持。防災士。
部活動は、中学ではバスケットボール部。高等専門学校では野球部のマネージャー、助っ人でバスケットボール部。大学時代、野球場でビールの売り子のアルバイト、ミス駒澤コンテスト2018に出場した。身長158cm、O型。特技はピアノ、スティッチの声真似。趣味は野球観戦（高校からプロまで）、海外旅行、ライブDVD鑑賞、睡眠、食べること、御朱印集め。

## 担当番組
- ふくしまSHOW 水曜日 19:00 - MC
- ステップ 月曜日～木曜日 18:15 - MC

### 過去
- Nスタふくしま 平日18:15-（金曜日） MC
- ちゃんろく。（2022年4月4日 - 12月23日）月〜金　MC
- Nスタふくしま 月曜日〜水曜日18:15- MC